# ایک کلارک
ایک کلارک (انگلیسی: Ike Clarke; ۹ ژانویهٔ ۱۹۱۵ – ۲ آوریل ۲۰۰۲) بازیکن فوتبال اهل بریتانیا بود.
از باشگاه‌هایی که در آن بازی کرده‌است می‌توان به باشگاه فوتبال وست برومویچ آلبیون، باشگاه فوتبال پورتسموث، و باشگاه فوتبال یئوویل تاون اشاره کرد.